# Лейк-Шервуд (Каліфорнія)
Лейк-Шервуд (англ. Lake Sherwood) — переписна місцевість (CDP) в США, в окрузі Вентура штату Каліфорнія. Населення — 1759 осіб (2020).

## Географія
Лейк-Шервуд розташований за координатами 34°7′56″ пн. ш. 118°53′6″ зх. д. / 34.13222° пн. ш. 118.88500° зх. д. (34.132348, -118.885063). За даними Бюро перепису населення США в 2010 році переписна місцевість мала площу 8,61 км², з яких 8,12 км² — суходіл та 0,49 км² — водойми.

## Демографія
Згідно з переписом 2010 року, у переписній місцевості мешкало 1527 осіб у 558 домогосподарствах у складі 472 родин. Густота населення становила 177 осіб/км². Було 593 помешкання (69/км²).
Расовий склад населення:
| - 89,6 % — білих - 6,6 % — азіатів - 0,3 % — чорних або афроамериканців - 0,1 % — корінних американців |

До двох чи більше рас належало 2,8 %. Частка іспаномовних становила 3,4 % від усіх жителів.
За віковим діапазоном населення розподілялося таким чином: 24,1 % — особи молодші 18 років, 59,8 % — особи у віці 18—64 років, 16,1 % — особи у віці 65 років та старші. Медіана віку мешканця становила 49,0 року. На 100 осіб жіночої статі у переписній місцевості припадало 96,3 чоловіків; на 100 жінок у віці від 18 років та старших — 95,1 чоловіків також старших 18 років.
За межею бідності перебувало 4,8 % осіб, у тому числі 0,0 % дітей у віці до 18 років та 1,9 % осіб у віці 65 років та старших.
Цивільне працевлаштоване населення становило 916 осіб. Основні галузі зайнятості: науковці, спеціалісти, менеджери — 27,1 %, виробництво — 17,1 %, освіта, охорона здоров'я та соціальна допомога — 15,7 %.

## Цікавинки
Тут здійснювалися зйомки епізоду «Як друг (Цілком таємно)».